# 9 Pułk Artylerii (LWP)
9 Drezdeński pułk artylerii – oddział Wojsk Rakietowych i Artylerii ludowego Wojska Polskiego.

## Formowanie i zmiany organizacyjne
W terminie do 30 września 1945 roku została rozwiązana 9 Drezdeńska Brygada Artylerii Przeciwpancernej, a na jej bazie został zorganizowany między innymi 55 pułk artylerii lekkiej. 4 maja 1967 roku 55 Drezdeński pułk artylerii przyjął dziedzictwo tradycji i numer 9 BAPpanc. Pułk wchodził w skład 15 Dywizji Zmechanizowanej im. Gwardii Ludowej. Stacjonował w garnizonie Morąg.

## Struktura organizacyjna
- dowództwo, sztab
- bateria dowodzenia
  - plutony: rozpoznania, łączności, topograficzno-rachunkowy, rozpoznania dźwiękowego
- dywizjon haubic 122 mm
- dywizjon haubic 152 mm
- pluton przeciwlotniczy
- kompanie: zaopatrzenia, remontowa, medyczna.

Razem w pułku artylerii: 18 haubic 122 mm, 18 haubic 152 mm i 4 zestawy ZU-23-2.
Ponadto w pułku mieściła się szkoła podoficerska oraz Szkoła Podchorążych Rezerwy (SPR). SPR – w sile 1 baterii – liczył 4 plutony słuchaczy: 2 plutony moździerzy, 1 pluton haubiczny i 1 pluton dział samobieżnych.